# インターカー

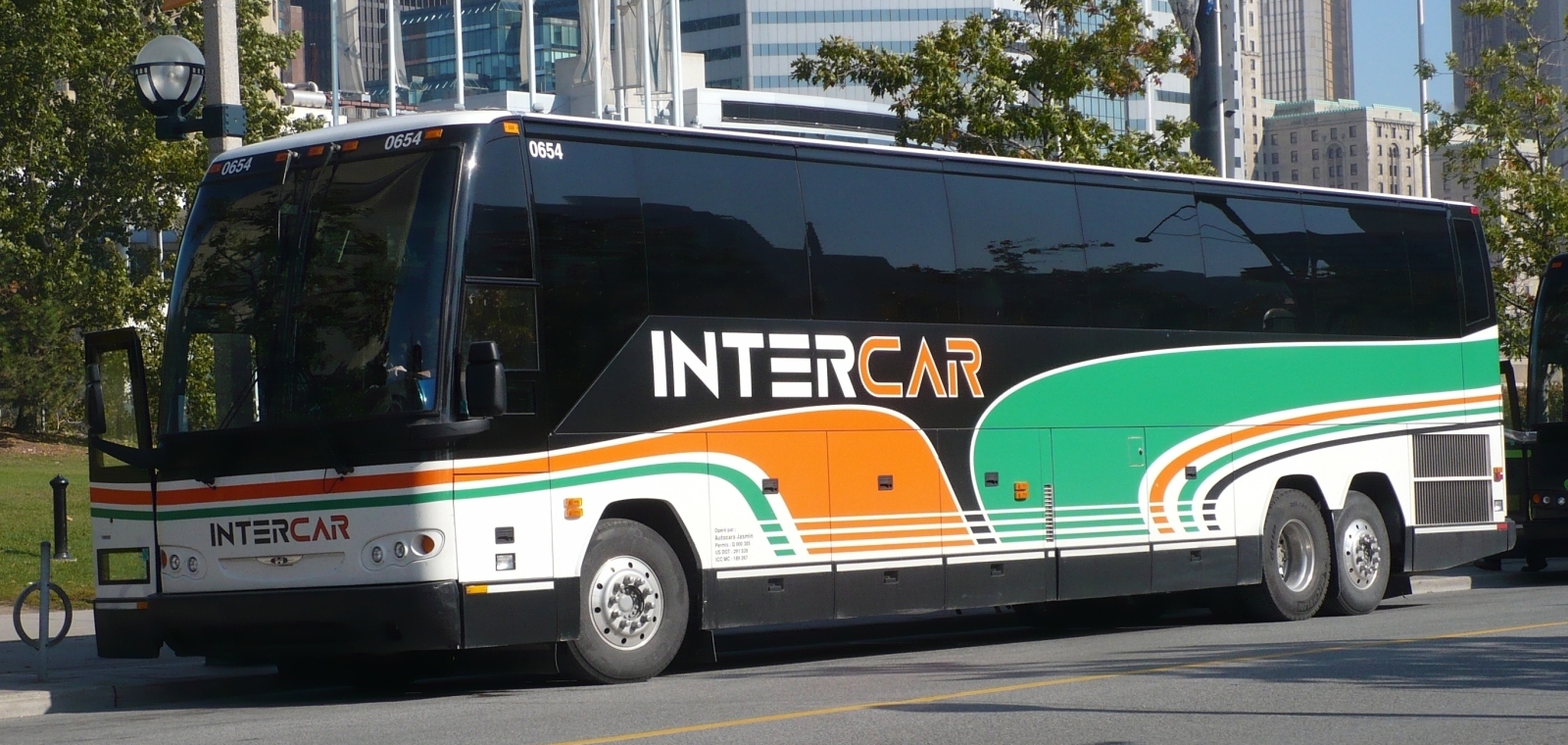
インターカーのバス

インターカー（Intercar）は、カナダ・ケベック州の都市間中長距離バスを運行するバス会社。スクールバスの運行も行なっている。

## 沿革
1959年にケベック州ジョンキエールで創業し、1990年代にセントローレンス川沿いのサグネ・ラック・サン・ジャン地域とコート・ノール地域のヴォワヤージュ・コロニアル・バス・ラインズ（Voyageur Colonial Bus lines）の路線を吸収し、急速な発展を遂げた。さらにその後ケベック・シティー周辺のスクールバス事業も拡大し、また路線をセティルにまで延伸し、この地域での中距離バス路線を独占、さらに拡大し続けている。

## 主な運行路線
ジョンキエール、シクティミ、ケベック・シティーの3拠点を中心に運営を行なっている。
- ケベック・シティー - タドゥサック - ベイ・コモ - セティル - アーブル・サンピエール
- ケベック・シティー - シクティミ
- シクティミ - シブガモー

## 車体
現在使用されている車体には以下のようなものがある。
- GMC PD 4107
- GMC PD 4905
- MCI MC-8
- MCI MC-9
- MCI 102A3
- Prevost Prestige
- Prevost LeMirage
- Prevost H5-60
- Prevost LeMirage XL
- Prevost LeMirage XL-45
- Prevost H3-40
- Prevost H3-41
- Prevost H3-45
- Prevost LeMirage XLII
- ジラルダン Minibus
- スクールバスはブルーバード社とトーマス社の車体を使用。